# 新モーツァルト全集
『新モーツァルト全集』（しんモーツァルトぜんしゅう、独: Neue Mozart-Ausgabe）は、ヴォルフガング・アマデウス・モーツァルトの音楽作品全集である。頭文字をとってNMAと略され、正式名称はWolfgang Amadeus Mozart, Neue Ausgabe sämtlicher Werke。国際モーツァルテウム財団が編纂し、1956年から2007年にかけてベーレンライター社によって出版された。

## 概要
NMAは現存するモーツァルトの作品をすべて収載している学術的批判校訂版（原典版）全集であり、全132巻約25,000ページの楽譜、それらの各巻に対応した約8,000ページの校訂報告書、約2,300ページの序文と約1,800ページの記録文書からなる。
NMAでは、収載作品に各種の文書や索引を加えたすべてのコンテンツを35の「作品群」と呼ばれるグループに分け、さらに上位のカテゴリとして全体を10個の大グループにまとめた。その分類を以下に示す。
第I篇 宗教的声楽作品
第1作品群 ミサ曲、レクイエム（全8巻）
第2作品群 リタニア、ヴェスペレ（全2巻）
第3作品群 教会用小品（全1巻）
第4作品群 オラトリオ、宗教的ジングシュピール、カンタータ（全4巻）
第II篇 劇音楽作品
第5作品群 オペラ、ジングシュピール（全21巻）
第6作品群 演劇、パントマイム、バレエのための音楽（全2巻）
第7作品群 オーケストラを伴うアリア、シェーナ、声楽アンサンブル曲、合唱曲（全4巻）
第III篇 歌曲、多声歌曲、カノン
第8作品群 歌曲（全1巻）
第9作品群 多声歌曲（全1巻）
第10作品群 カノン（全1巻）
第IV篇 オーケストラのための作品
第11作品群 交響曲（全10巻）
第12作品群 オーケストラのためのカッサシオン、セレナーデ、ディヴェルティメント（全6巻）
第13作品群 舞曲、行進曲（全3巻）
第V篇 協奏曲
第14作品群 1つまたは複数の管弦楽器とオーケストラのための協奏曲（全6巻）
第15作品群 1つまたは複数のクラヴィーアとオーケストラのための協奏曲、カデンツァ（全8巻）
第VI篇 教会ソナタ
第16作品群 オルガンとオーケストラのためのソナタ（全1巻）
第VII篇 大規模な独奏楽器群のためのアンサンブル音楽
第17作品群 管楽のためのディヴェルティメント、セレナーデ（全2巻）
第18作品群 5つから7つの管弦楽器のためのディヴェルティメント（全1巻）
第VIII篇 室内楽のための作品
第19作品群 弦楽五重奏曲、管楽器を含む五重奏曲（全2巻）
第20作品群 弦楽四重奏曲、管楽器を含む四重奏曲（全4巻）
第21作品群 管弦楽器のための二重奏曲、三重奏曲（第1巻）
第22作品群 クラヴィーアまたはアルモニカを含む三重奏曲、四重奏曲、五重奏曲（全2巻）
第23作品群 クラヴィーアとヴァイオリンのためのソナタ、変奏曲（全2巻）
第IX篇 クラヴィーアのための作品
第24作品群 2つのクラヴィーアまたは4手連弾のための作品（全3巻）
第25作品群 クラヴィーアのためのソナタ（全2巻）
第26作品群 クラヴィーアのための変奏曲（全1巻）
第27作品群 クラヴィーアのための小品（全2巻）
第X篇 補遺
第28作品群 他者の作品の編曲、補筆、転用（全9巻）
第29作品群 真正性に疑義のある作品（全3巻）
第30作品群 学習、スケッチ、草稿、断片、異稿（全4巻）
第31作品群 補遺（全4巻）
第32作品群 同時代の絵画にみるモーツァルトと彼の世界（全1巻）
第33作品群 自筆譜の伝承に関する記録（全2巻）
第34作品群 モーツァルトの生涯に関する記録（全1巻）
第35作品群 索引（全2巻）
NMAや関連文献では、NMAの巻号を指定する際にこの分類を用いた略記を用いる。実例を以下に示すとともに、本稿でも必要に応じてこの表記を用いる。
- 歌劇『フィガロの結婚』K.492 序曲はNMA II/5/16/1［第II篇（劇音楽）・第5作品群（オペラ、ジングシュピール）・第16巻（フィガロの結婚）・第1分冊（第1幕・第2幕）］に収載
- 「ハイドン・セット」として知られる弦楽四重奏曲群はNMA VIII/20/Abt. 1/2［第VIII篇（室内楽のための作品）・第20作品群（弦楽四重奏曲、管楽器を含む四重奏曲）・第1部（弦楽四重奏曲）・第2巻］に収載

## 位置づけと評価
NMAは、1877年から1883年（補遺は1910年）にかけてブライトコプフ・ウント・ヘルテル社によって出版された旧モーツァルト全集の改良版といえるエディションである。編集委員のヴォルフガング・レームによれば、「NMAは歴史的批評学に基づくエディションとして、モーツァルト作品の（特に演奏における）実践的な知識のみにととまらず、音楽文献学の手法による最新の知見を提供することを目的としている」。
また、NMAはモーツァルトの真の意図を追求する者にとって欠かすことのできない資料として、演奏家や音楽学者から高い評価を得て頻繁に利用されている。いわゆる「後期三大交響曲」が収められているNMA IV/11/9「交響曲 第9巻」の校訂を担当したH.C.ロビンス・ランドンはNMAを「モーツァルトを正しく演奏するためには絶対に必要なもの」と評しており、またある時にはウィーン・フィルハーモニー管弦楽団による交響曲の一連の録音において、正確性に欠ける旧全集ではなく、NMAに基づく楽譜を使用していることを主張しなければならなかったとしている。
ただし、『コジ・ファン・トゥッテ』K.588の登場人物の表記や、『ピアノ協奏曲第23番』K.488第2楽章の弦楽器のピッツィカートの指定など、自筆譜には無い事象を演奏家が広く演奏している事態に基づいて追認したとみられる部分もあり、野口秀夫は批判している。

### 参照できなかった資料
スタンリー・セイディはNMAの編纂活動について、「第二次世界大戦のために資料が疎開されていたことに加え、（訳注：当時東ドイツの管轄下にあった）ベルリン国立図書館が所蔵する莫大な自筆譜コレクションのほとんどが1980年まで参照できなかったことにより阻まれていた」と述べており、校訂者たちはこの困難な状況に対処しながら研究を続けることを余儀なくされていたことがわかる。一例を挙げると、1973年に楽譜巻が出版された歌劇『フィガロの結婚』の校訂において、ルートヴィヒ・フィンシャーは全4幕のうち第2幕までの自筆譜しか参照できていない。『クラヴィーア協奏曲第27番』K.595では、1960年の楽譜巻出版当時は自筆譜の原本を参照できなかったため、レームはピアニストのルドルフ・ゼルキンが所有する自筆譜の写真複製を手がかりに校訂せざるを得なかった。この状況は楽譜だけでなく校訂報告書の出版にも大いに影響し、楽譜巻が出版されてからも長らく校訂報告書が出版されなかった例も多く存在する。前述の『フィガロの結婚』の場合、楽譜巻の出版が1973年であるのに対して校訂報告書の出版が2007年と、実に34年もの隔たりがある。
前述のように出版の段階ですべての資料を参照できなかったケースはもちろん、その後の研究によって新たな発見がなされた場合にも、それらの見解を取り入れた上で校訂をやりなおす必要が生じる。ランドンは「リンツ」の愛称で知られる『交響曲第36番』K.425について、1971年出版の楽譜巻で校訂に用いられた資料の再評価が行われつつあったことから、「近年発掘された手稿資料は、『リンツ交響曲』のNMA版すらも時代遅れであることを示している」とコメントしている。その後2003年に出版された校訂報告書は、こうした新しい研究成果をもとに校訂しなおした結果に基づいて執筆された。当然、楽譜と校訂報告書が示す内容に齟齬が生じるため、これを是正するための「訂正と補遺」の一覧が校訂報告書の付録部に収載されている。このような例は他の作品でも確認でき、またモーツァルトやその作品に関する研究は世界中で間断なく行われていることから、今後もNMAの内容を再検討しなければならないケースが出てくるのは避けられないといえる。
NMA編纂以降に発見された作品についてはK.の後に「deest」（ラテン語で「無し」を意味する）が付けられている。

### 装飾音に関する批判
NMAが提案する装飾音の演奏法について、フレデリック・ノイマンは著書で詳細な批評を展開し、特に声楽のカデンツァに関して、役立つものもあるが誤りと考えられるものもあると述べている。もっとも、その批判は酷評といえるような厳しいものではなく、一次資料が参照できないような場合にはNMAが「なくてはならない助けとなっている」と前述書の序文において述べていることからも、ノイマンがNMAに一定の評価を与えていることが窺える。

### 作品の分類をめぐる問題
NMA VIII/20/Abt. 1「弦楽四重奏曲」は、当初の計画では全4巻とされ、第4巻には弦楽4部の形で書かれた以下の作品が収められることになっていた。
- 3つのディヴェルティメント K.136, 137, 138
- セレナーデ ト長調『アイネ・クライネ・ナハトムジーク』K.525[注 7]
- アダージョとフーガ ハ短調 K.546
- その他、弦楽4部の形で書かれた分類不能なスケッチおよび断片

しかし、スケッチや断片以外の作品はいずれも、以下に述べるように弦楽四重奏曲とは断定できないような状況であったため、計画の変更を余儀なくされた。
3つの『ディヴェルティメント』
パートごとの人数が明らかにされていないため、室内楽曲（各パート1名）ともオーケストラ曲（各パートに複数の奏者）とも断定できない。また、低音部が単に「バス」と指定されていて具体的な楽器が不明のため、仮に室内楽曲だったとしても何重奏曲なのかの判断が困難。そもそも、「弦楽四重奏曲はディヴェルティメントから派生したジャンルである」という連続性を勘案すると、このようにパートごとの人数による区分を試みること自体がナンセンスであり、モーツァルト自身もこれらの作品に特定の編成を想定していなかったと考えられる。
『アイネ・クライネ・ナハトムジーク』
自筆譜の低音部に「チェロおよびコントラバス」が明確に指定されていることから、弦楽四重奏曲の巻に収めること自体が不適切である。また、3つの『ディヴェルティメント』と同じく、パートごとの人数が明らかにされていないため、室内楽曲ともオーケストラ曲とも断定できない。
『アダージョとフーガ』
自筆譜では低音部の一部が2段に分けられ、それぞれ「チェロ」と「コントラバス」が複数形で書かれていることから、弦楽四重奏曲でないのはもちろん、室内楽曲ですらない可能性が高い。
これらの問題の単純明解な解決策として、作品の実態に沿った分類を新設することも検討されたが、そのような巻構成の大幅な変更は全集という予約出版物として好ましくないと判断された。最終的には「編成にこだわらず、作品の様式やジャンルからもっとも適切と思われる巻に収める」という編集委員会の妥協案によって、弦楽四重奏曲第4巻は出版自体が中止となり、ここに収まるはずだった作品は分類をまたいだ3つの巻に分けて収載されることとなった。
まず、3つの『ディヴェルティメント』および『アイネ・クライネ・ナハトムジーク』の4作品は、全5巻の予定だったNMA IV/12「オーケストラのためのカッサシオン、セレナーデ、ディヴェルティメント」に新設された第6巻に収載されることとなった。しかしこれでは、第5巻までは表記された分類どおりの作品が作曲年代順に整然と並んで収載されているのに対し、第6巻だけが異質なものとなってしまう。そこで第6巻の序文では、NMAに通常みられる校訂者による各作品へのコメントに先立って、「編集委員会による付言」が異例の措置として設けられた。ここでは前述の問題とその妥協案についての経緯が弁明されており、さらに「これらの作品の編成はあらかじめ定められてはいないことに留意すべきである」と記すことで、編集委員会として編成を断定するものではないことを強調している。
この他、『アダージョとフーガ』は、前述のとおり室内楽曲ではなく弦楽オーケストラのための作品と判断されたため、「（NMAのどの分類にも属さない）単一のオーケストラ作品」として、NMA IV/11/10「交響曲 第10巻」に収載された。そして、分類不能なスケッチおよび断片だけが当初の計画と同じNMA VIII/20/Abt. 1「弦楽四重奏曲」に残されたが、第4巻の出版中止によって繰り上がった最終巻である第3巻の末尾に収載された。
（この節のうち以上の部分の出典）
しかし、これらの経緯を解説した序文は当初ドイツ語でしか提供されていなかった上に、全ての読者が注意書きを読んで理解するとは限らず、さらには分類と実際の作品内容が食い違っているという状況は覆いようがないため、研究者すら誤解させるようなこうした妥協案が取られたことについては強い批判がある。

## 入手方法
NMAはベーレンライター社よりハードカバーの冊子として出版されている。2022年現在も購入でき、音楽の専門図書館や音楽学部をもつ大学の附属図書館などで閲覧可能である。また、ベーレンライター社はNMAのペーパーバックによる縮刷版や、作品ごとに分冊した指揮者用総譜の他、より実用的な編集を施した楽譜も出版している。具体的には、NMAの総譜から作成された演奏用パート譜、現代の奏者が演奏することを想定した運指や、モーツァルトが書き残さなかったカデンツァなどを補った楽譜、オーケストラを伴う協奏曲や劇音楽のピアノ・リダクションなどが挙げられる。これらは出版後にさらなる実用性のために改訂されたり、校訂報告書や新たな資料に基づく修正が加えられたりすることもある。

### デジタル版
2006年12月12日より、インターネット上で無料で閲覧可能な電子版としてデジタル・モーツァルト・エディション（DME）がサービス開始となった。DMEはパッカード人文科学研究所の協力により国際モーツァルテウム財団によって運営されるウェブサイトである。コンテンツの1つであるNMAオンライン（新モーツァルト全集デジタル版）は、NMAの楽譜や校訂報告書をはじめとするほぼすべてのページのスキャン画像をJPEG形式で公開するという画期的なもので、検索可能な目次、部分ごとにダウンロード・印刷用のPDFファイルを出力する機能、ほぼすべての作品に用意された音源（商業録音が権利者の許諾のもとで用いられている）をストリーミング形式で聴取できる機能などを備えている。
また、DMEではモーツァルトに関する書簡や文書類のデジタル化と公開が行われており、さらにNMAオンラインの進化版として、全作品の楽譜を（単なる画像ではなく、1つ1つの音符が音価や音高といった情報を持ったデータとしての）コードに変換して活用する計画が進行中である。